# Rebecca Ramanich
Rebecca Ramanich (ur. 9 listopada 1983) – francuska judoczka. Uczestniczka mistrzostw świata w 2008. Startowała w Pucharze Świata w latach 2001, 2002, 2004, 2006, 2007, 2009-2012 i 2014-2016. Złota medalistka mistrzostw Europy w drużynie w 2003 i srebrna w 2006. Trzecia na MŚ juniorów w 2002. Wicemistrzyni Francji w 2006, 2008, 2012, 2013 i 2015 roku.